# Bruinborstbaardvogel
De bruinborstbaardvogel (Pogonornis melanopterus) is een vogel uit de familie Lybiidae (Afrikaanse baardvogels).

## Verspreiding en leefgebied
Deze soort komt voor van Somalië tot Mozambique.